# Los Buenos Tratos
Los Buenos Tratos es el nombre de una campaña de promoción de los Derechos Humanos y la educación en igualdad para eliminar la violencia de género. Esta iniciativa, única en España que surge en 2007 desde la revista El Observador de Málaga y posteriormente ha desarrollado la Asociación sin ánimo de lucro Al-Sur, tiene como objetivo que los adolescentes conozcan, hablen, discutan y propongan medidas, acciones y comportamientos contra esta lacra social. 
Para ello el proyecto se vale de una fórmula primaria de debate y comunicación: el teatro, haciendo de la improvisación y la interpretación un instrumento poderoso para entender el problema, comprender sus causas y evitar sus consecuencias. 

## La campaña
Los Buenos Tratos es una experiencia única en España, ya que es la primera vez que de una forma reglada y durante todo un curso escolar, alumnos de centros de enseñanza de Málaga, futuros protagonistas o espectadores de las situaciones que recrean en sus talleres teatrales, toman conocimiento directo sobre lo que significa la violencia de género a través de sus propias creaciones teatrales coordinadas por el dramaturgo Antonio Guerrero.  
Un total de 16 institutos de la ciudad han participado en las cinco ediciones de la campaña desarrolladas hasta la fecha. En total, unos 400 adolescentes han asistido durante 9 meses a los talleres de teatro de Los Buenos Tratos, y casi 5.000 espectadores han visto ya las distintas obras escritas e interpretadas por los alumnos que participan en la campaña. Las representaciones han tenido lugar, en todos estos años, en el Teatro Alameda, Teatro Echegaray, Teatro Cervantes y Centro Cultural Provincial (Málaga), más el Hotel Escuela Santo Domingo (Archidona, Málaga), el Teatro Escalante (Valencia) y en la Sala Tyl Tyl (Navalcarnero, Madrid).
En el curso 2009/2010 por primera vez en un instituto de España (IES Universidad Laboral) se abordó la violencia de género como una asignatura optativa reglada dentro del horario lectivo.
Además la campaña Los Buenos Tratos celebra durante el curso escolar diferentes actividades coincidiendo con fechas de especial relevancia. Ejemplo de ello fue el flashmob realizado el 25 de noviembre de 2010, Día Internacional de la Eliminación de la Violencia contra la Mujer, en la Plaza de la Constitución (Málaga), donde más de 150 personas bailaron durante 3 minutos al son de una canción de Marisol para denunciar la violencia de género y promover los buenos tratos. Fue la primera vez en la ciudad que hizo un flashmob tan multitudinario para una causa solidaria.

## Reconocimientos
La iniciativa Los Buenos Tratos fue galardonada en 2009 con el Reconocimiento al Mérito Educativo Málaga, que entrega la Delegación en Málaga de la Consejería de Educación de la Junta de Andalucía.
En septiembre de 2011 la UNESCO, a través de su centro en Madrid, concedió por unanimidad el Premio Dionisos de Teatro, que distingue a los proyectos teatrales con repercusión social, a la campaña Los Buenos Tratos.
Asimismo, el proyecto recibió en noviembre de ese mismo año un galardón en los ‘VIII Reconocimientos contra la Violencia de Género 2011’, entregado por la entonces ministra de Sanidad, Política e Igualdad de Género del Gobierno de España, Leire Pajín, en Madrid.
Además Los Buenos Tratos ha sido invitada en todas sus ediciones a participar en el Encuentro Nacional de Escuelas de Artes Escénicas, el festival más importante de teatro juvenil amateur que se celebra en España. También en la edición de 2010 asistió al Festival Internacional de Artes Escénicas para Niños y Jóvenes de la Comunidad de Madrid (Teatralia), para presentar su trabajo a profesionales de toda España. El pasado año participó en las 5ª Jornadas de reflexión de la Asociación ‘Te Veo’ sobre arte en la escuela que se desarrollaron en Navalcarnero (Madrid). Numerosos seminarios y actividades de todos los puntos del país ya cuentan en sus actividades con la experiencia única de la campaña Los Buenos Tratos. 
Gracias al esfuerzo y la dedicación de los alumnos y los profesionales que trabajan con ellos, en estos cinco años de trabajo la campaña Los Buenos Tratos se ha convertido en un referente nacional por su labor preventiva con la adolescencia en la educación en igualdad y la lucha contra la violencia de género. Además de haber intervenido ya en multitud de jornadas educativas por todo el país, la Asociación Al-Sur ha sido invitada para exponer la campaña en numerosos encuentros como el curso ‘La Violencia de género en la ciencia y la cultura’, organizado por el Ministerio de Sanidad, Política e Igualdad en colaboración con la Universidad Pablo de Olavide, el Segundo Congreso para el Estudio de la Violencia contra las Mujeres organizado por la Consejería para la Igualdad y Bienestar Social de la Junta de Andalucía o las jornadas Construyendo en Igualdad, organizadas en Córdoba por la Delegación de Educación y el Instituto Andaluz de la Mujer, entre otras.